# Socrates (Zeitschrift)
Socrates ist ein zweimonatlich erscheinendes deutsches Sportmagazin. Es wurde im Jahr 2016 vom Democracia Verlag gegründet und hat seinen Sitz in Hohenbrunn. Verleger und Geschäftsführer ist Can Öz, Herausgeber und Chefredakteur ist Fatih Demireli.

## Geschichte
Seinen Ursprung hat das Socrates Magazin in der Türkei, wo es im April 2015 erstmals in türkischer Sprache erschien. „Socrates Türkei“ gehört zum Can Yayinları Verlag und wurde nach eigenen Angaben mehrfach ausgezeichnet. 2016 entschieden sich die Gründer für eine Expansion nach Europa. Namensgeber für das Magazin ist Fußballspieler Sócrates Brasileiro Sampaio de Souza Vieira de Oliveira, der sich im Rahmen der Demokratiebewegung in Brasilien politisch sehr engagierte und auch im Fußball basisdemokratische Strukturen durchsetzte.
Socrates ist in Deutschland, Österreich, der Schweiz sowie in weiteren europäischen Ländern erhältlich. Die Vermarktung des Magazins betreibt Gruner + Jahr. Neben dem Print-Magazin bietet das Magazin auch ein ePaper an. Die Erstauflage im Oktober 2016 betrug 51.000 Exemplare.

## Schwerpunkte und Autoren
Das Socrates Magazin ist nicht auf eine Sportart festgelegt. Neben dem Schwerpunkt im Bereich Fußball berichtet es auch zu Themen anderer Sportarten wie Tennis, Basketball, Motorsport sowie über die die NFL und den E-Sport.
Diverse Sportler fungierten als Kolumnisten für das Magazin. So schrieben bisher Nuri Şahin, Andreas Görlitz, Karsten Schumann, Carina Wenninger sowie Javi Martínez ständige Kolumnen.

## Auszeichnungen
Das Socrates Magazin wurde 2019 in der Kategorie „Beste Sportfachzeitschrift“ für den Deutschen Sportjournalistenpreis 2019 nominiert.